# Gallglanssteklar
Gallglanssteklar (Torymidae) är en familj av steklar som beskrevs av Walker 1833. Enligt Catalogue of Life ingår gallglanssteklar i överfamiljen glanssteklar, ordningen steklar, klassen egentliga insekter, fylumet leddjur och riket djur, men enligt Dyntaxa är tillhörigheten istället ordningen steklar, klassen egentliga insekter, fylumet leddjur och riket djur. Enligt Catalogue of Life omfattar familjen Torymidae 934 arter. 

## Bildgalleri

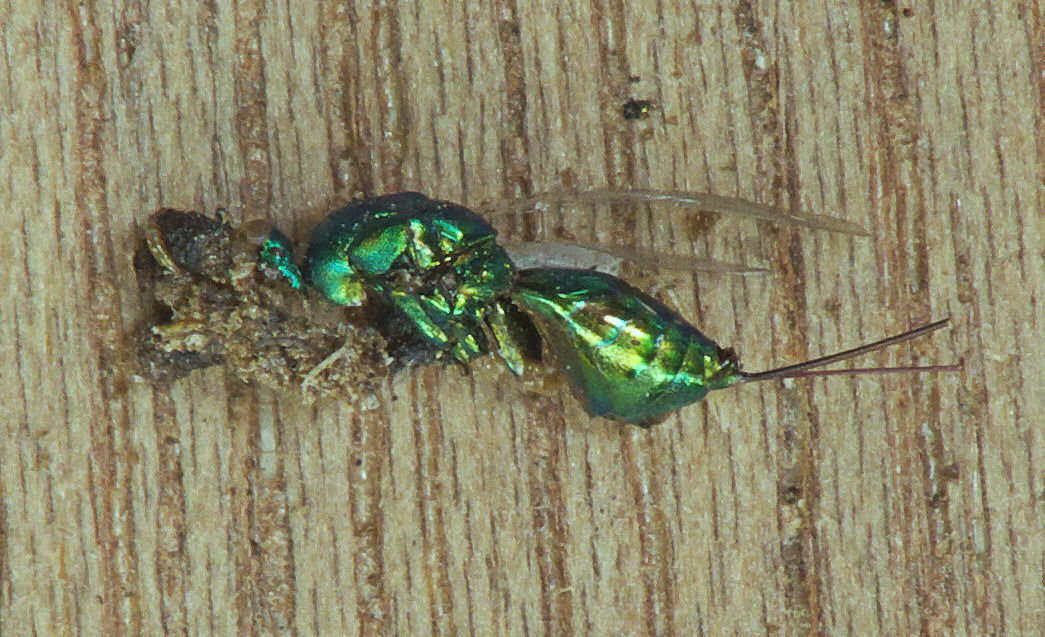
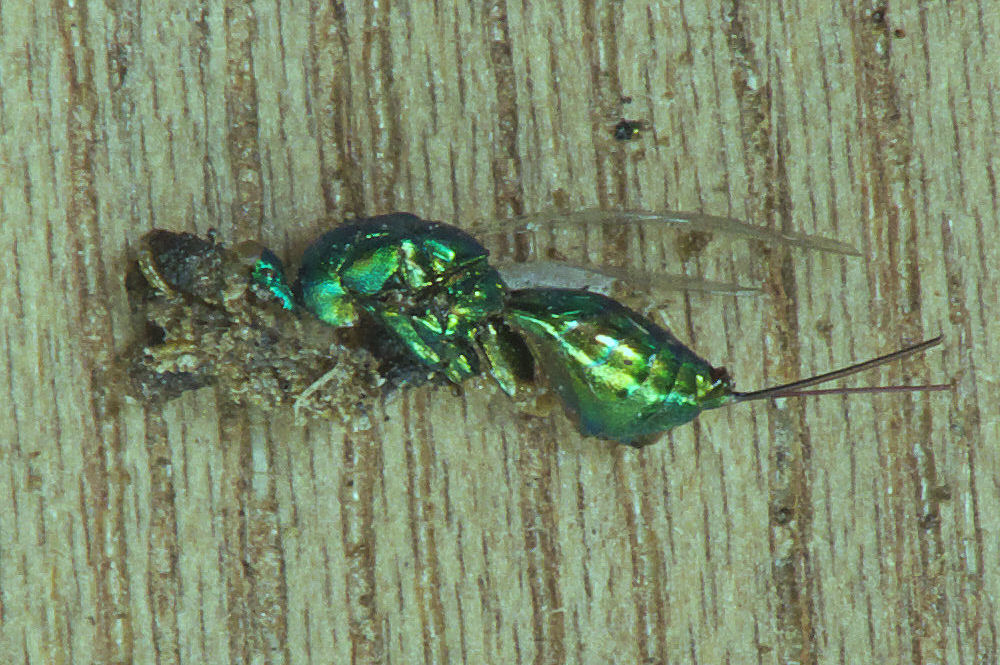
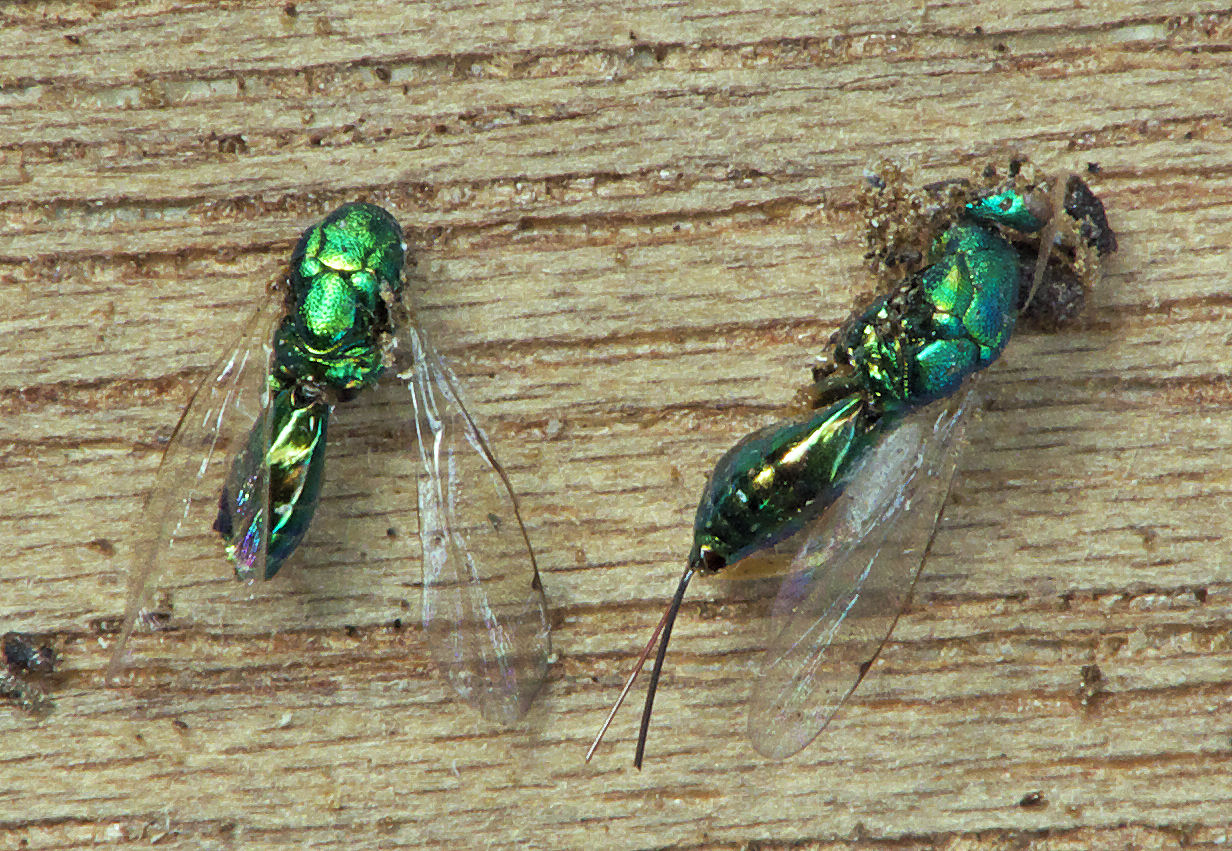
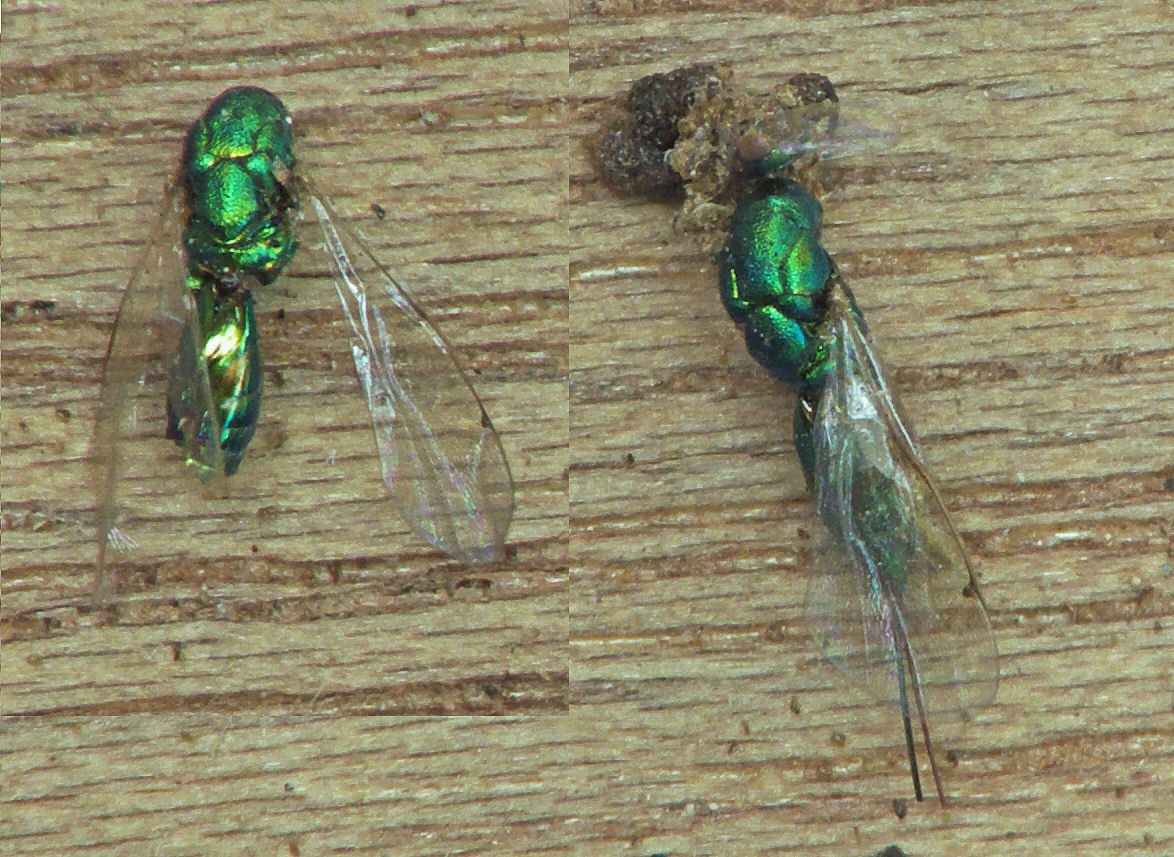
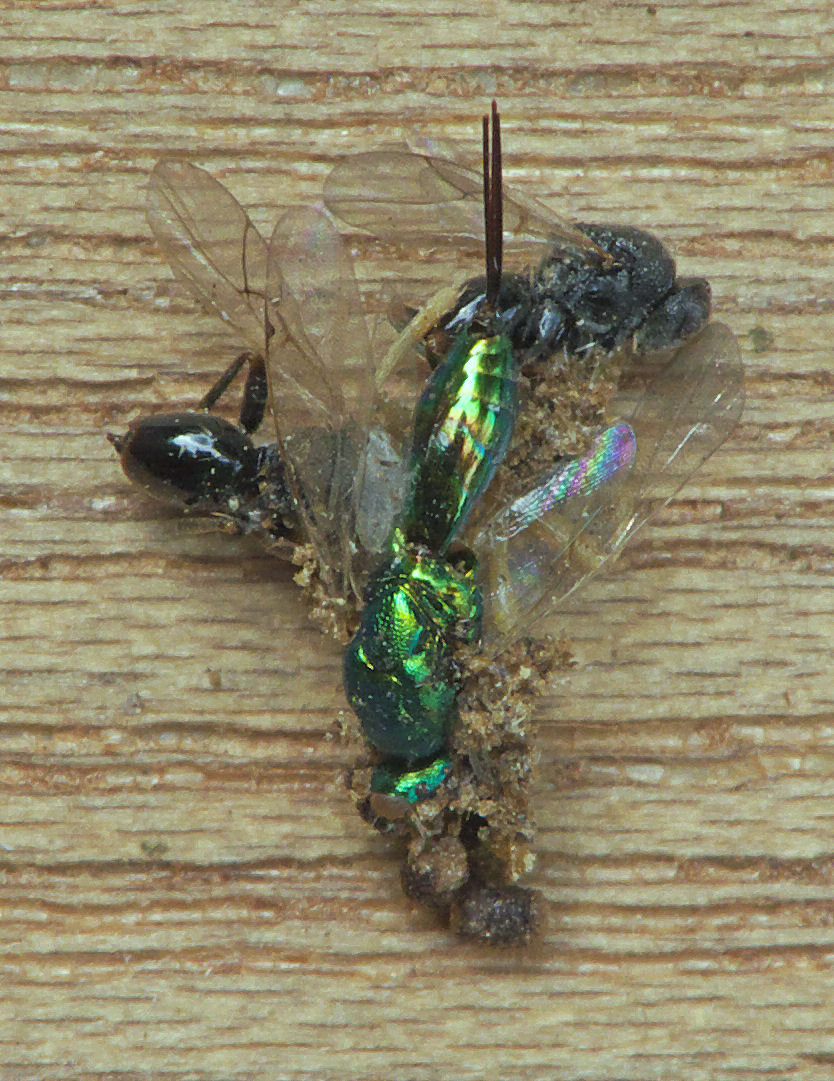
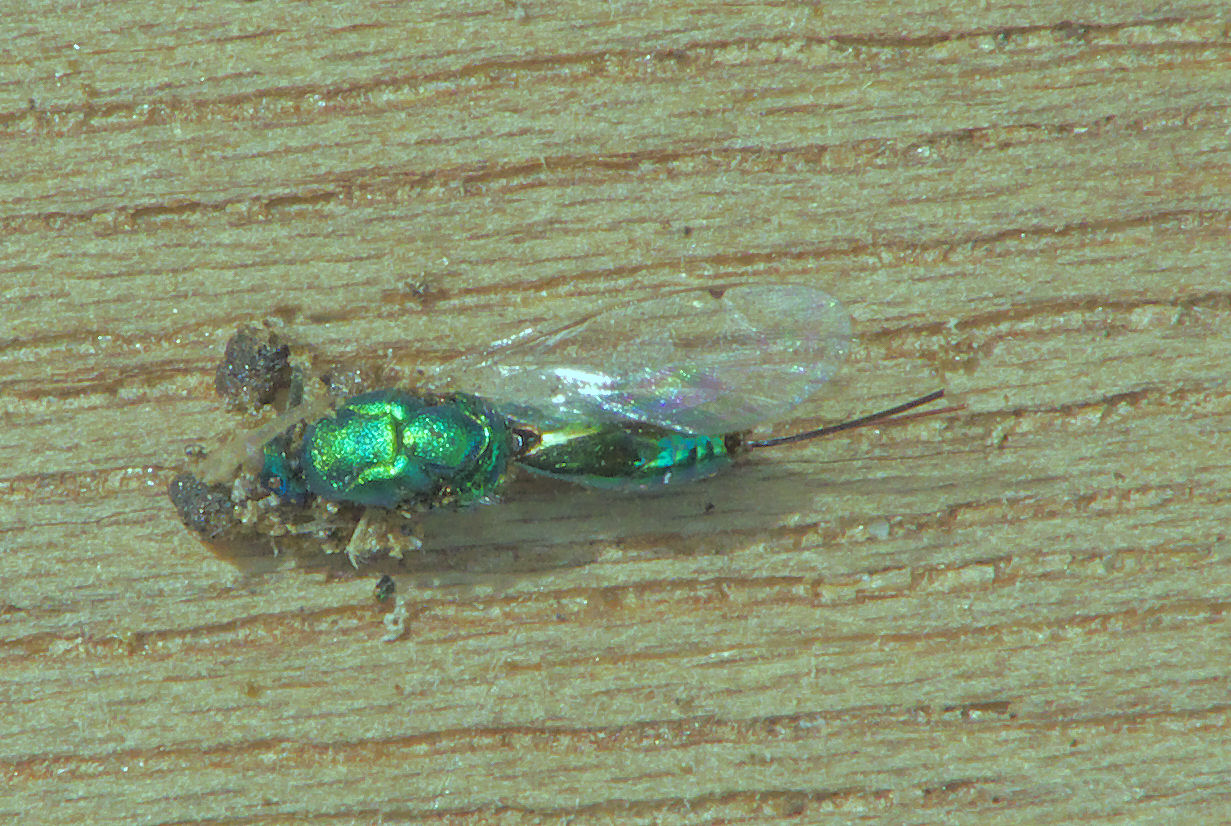

## Dottertaxa till gallglanssteklar, i alfabetisk ordning[1][2]
- Adontomerus
- Allotorymus
- Aloomba
- Amoturoides
- Anneckeida
- Austorymus
- Austroamotura
- Bootanelleus
- Bootania
- Bootanomyia
- Bortesia
- Chalcimerus
- Chrysochalcissa
- Cryptopristus
- Ditropinotus
- Ecdamua
- Echthrodape
- Eridontomerus
- Erimerus
- Exopristoides
- Exopristus
- Glyphomerus
- Gummilumpus
- Ianistigmus
- Idarnotorymus
- Idiomacromerus
- Lissotorymus
- Macrodasyceras
- Malostigmus
- Mangostigmus
- Mantiphaga
- Megastigmus
- Mesodiomorus
- Microdontomerus
- Monodontomerus
- Neomegastigmus
- Neopalachia
- Odopoia
- Oopristus
- Ophiopinotus
- Ovidia
- Palachia
- Palaeotorymus
- Palmon
- Paramegastigmus
- Perissocentrus
- Physothorax
- Platykula
- Plesiostigmodes
- Podagrion
- Podagrionella
- Pradontomerus
- Propachytomoides
- Propalachia
- Pseuderimerus
- Pseudotorymus
- Rhynchodontomerus
- Rhynchoticida
- Stenotorymus
- Torymoidellus
- Torymoides
- Torymus
- Westralianus
- Zaglyptonotus
- Zdenekius
- Zophodetus